# Resigaro
Le resigaro est une langue arawakienne parlée au Pérou.